# Trichodiboma clytoides
Trichodiboma clytoides là một loài bọ cánh cứng trong họ Cerambycidae.